# Mira tú
Mira tú es una serie de televisión chilena de comedia educativa y cultural creada por Álvaro Díaz y Pedro Peirano para Televisión Nacional de Chile en 2002. Fue producida por Aplaplac, bajo la producción de Juan Manuel Egaña y la dirección de Díaz y Peirano, estos últimos quienes coescribieron con Juan Pablo Barros, Rafael Valle y Ernesto Garratt. Durante el año 2004 se realizó una segunda temporada, que fue dirigida por Pablo León.
El programa relataba en cada episodio las historias de Maxi (Néstor Cantillana), Belinda (Blanca Lewin) y "el abuelo" Ambrosio Ugalde de la Fuente, interpretado por Víctor Rojas. Durante el programa, los protagonistas recorrían diversos lugares de importancia cultural e histórica en Chile, como por ejemplo el Cementerio General, el cerro Santa Lucía, la Plaza de Armas de Santiago, La Moneda, diversos museos y ciudades como Valparaíso e Iquique.
A lo largo del programa, un locutor en off (Peirano) iba relatando la historia del lugar, y poniendo atención a detalles que pasaban inadvertidos para los protagonistas, dando pie al descubrimiento de datos y relaciones insospechadas, que muchas veces eran apoyadas por animaciones realizadas por la productora Leyeda. El estilo del programa es considerado como único, mezclando cultura y educación con la comedia desde el punto de vista moderno de los sucesos históricos. De manera que el guion se articulaba en torno a los datos aportados por las investigaciones de Juan Pablo Barros.
Tras haber producido una serie televisiva de corte documental para el canal deportivo PSN, Díaz y Peirano, a través de su productora Aplaplac, desarrollaron una segunda serie dirigida al público familiar con el apoyo económico del Consejo Nacional de Televisión de Chile. Luego del estreno de Mira tú, ambos postularon, junto a Juan Manuel Egaña, un tercer proyecto inicialmente titulado El gabinete del Doctor Mojado, el cual finalmente se convertiría en la serie educativa de comedia infantil, 31 minutos.
La serie se estrenó el 16 de junio de 2002, y tuvo un total de 12 episodios de 30 minutos de duración repartidos en dos temporadas que se televisaron entre 2002 y 2004. Años después de su conclusión, se publicó en 2014 un libro titulado Mira tú, guía para perderse en Chile, bajo la autoría del coescritor e investigador de la serie, Juan Pablo Barros.

## Lista de capítulos

### Temporada 1
La primera temporada de Mira tú fue dirigida por Álvaro Díaz y Pedro Peirano, y contó con un fondo del Consejo Nacional de Televisión, que constaba de 20 millones de pesos.
Se rodaron 3 capítulos, protagonizados por Blanca Lewin, Néstor Cantillana y Víctor Rojas, y fueron transmitidos por TVN en horario nocturno (23:00 horas). La serie se empezó a emitir desde el domingo 16 de junio de 2002.
Durante los capítulos realizan los recorridos en un automóvil Citroën Visa.
| N.º en serie | N.º en temp. | Título                     | Dirigido por               | Escrito por |   | Fecha de emisión original | Código de prod. | Audiencia (millones) |
| ------------ | ------------ | -------------------------- | -------------------------- | ----------- | - | ------------------------- | --------------- | -------------------- |
| 1            | 1            | «Iglesia de San Francisco» | Álvaro Díaz, Pedro Peirano | —           | — | 16 de junio de 2002       | —               | —                    |
| 2            | 2            | «Cerro Santa Lucía»        | Álvaro Díaz, Pedro Peirano | —           | — | 23 de junio de 2002       | —               | —                    |
| 3            | 3            | «Cementerio general»       | Álvaro Díaz, Pedro Peirano | —           | — | 30 de junio de 2002       | —               | —                    |

### Temporada 2
La segunda temporada de Mira tú se estrenó en TVN con el mismo horario (23:00), el viernes 1 de octubre. Los creadores lograron llegar a un acuerdo con el canal para producir nueve episodios. Según Carmen Gloria López (productora ejecutiva del área infantil de TVN), hacer un capítulo de Mira tú, cuesta el doble que hacer uno de 31 minutos.
| N.º en serie | N.º en temp. | Título                       | Dirigido por | Escrito por       |   | Fecha de emisión original | Código de prod. | Audiencia (millones) |
| ------------ | ------------ | ---------------------------- | ------------ | ----------------- | - | ------------------------- | --------------- | -------------------- |
| 4            | 1            | «Ferrocarriles»              | Pablo León   | Juan Pablo Barros | — | 1 de octubre de 2004      | —               | —                    |
| 5            | 2            | «Teatro Municipal»           | Pablo León   | Juan Pablo Barros | — | 8 de octubre de 2004      | —               | —                    |
| 6            | 3            | «Parque Nacional Conguillío» | Pablo León   | Juan Pablo Barros | — | 15 de octubre de 2004     | —               | —                    |
| 7            | 4            | «Sewell»                     | Pablo León   | Juan Pablo Barros | — | 22 de octubre de 2004     | —               | —                    |
| 8            | 5            | «Iquique»                    | Pablo León   | Juan Pablo Barros | — | 29 de octubre de 2004     | —               | —                    |
| 9            | 6            | «Quinta Normal»              | Pablo León   | Juan Pablo Barros | — | 5 de noviembre de 2004    | —               | —                    |
| 10           | 7            | «Puerto de Valparaíso»       | Pablo León   | Juan Pablo Barros | — | 12 de noviembre de 2004   | —               | —                    |
| 11           | 8            | «Plaza de Armas»             | Pablo León   | Juan Pablo Barros | — | 26 de noviembre de 2004   | —               | —                    |
| 12           | 9            | «La Moneda»                  | Pablo León   | Juan Pablo Barros | — | 10 de diciembre de 2004   | —               | —                    |

## Libro
Una vez recopilada toda la información obtenida para la serie de televisión transmitida por TVN, se tomó la decisión de ir más allá y desarrollar un libro de colección, que narrara e ilustrara para todo público decenas de datos e hitos desconocidos de Chile.
Así surge Mira tú, guía para perderse en Chile, un ejemplar inédito que reúne en 482 páginas anécdotas poco conocidas, imágenes, recuerdos populares e historia sobre distintos lugares, como el Parque Quinta Normal, la Plaza de Armas de Santiago o el parque nacional Conguillío en la Región de la Araucanía.
El libro fue diseñado e ilustrado por Piedad Rivadeneira, Inés Picchetti y el equipo de Agencia Felicidad. Los textos fueron escritos por el periodista Juan Pablo Barros y editados por la editorial chilena Hueders.
La primera edición fue lanzada en librerías el 6 de octubre de 2014 y ese mismo año se convirtió en el libro más vendido en Chile, en la categoría "no-ficción".